# Zdrzewno
Zdrzewno (kaszb. Zdrzewno, niem. Zdrewen) – osada w Polsce położona w województwie pomorskim, w powiecie lęborskim, w gminie Wicko. 
Niedaleko wsi znajduje się byłe lotnisko wojskowe w Lędziechowie. Znajdują się tu XIX-wieczny zespół pałacowo-parkowy i oryginalny wiatrak z 1765 roku.
W latach 1975–1998 miejscowość położona była w województwie słupskim.

## Zabytki
Według rejestru zabytków NID na listę zabytków wpisane są:
- zespół pałacowy, 2 poł. XIX, nr rej.: A-1183 z 21.07.1987: pałac i park[5]
- wiatrak holender, 2 poł. XVIII, XIX, 1930, nr rej.: A-1286 z 9.10.1989

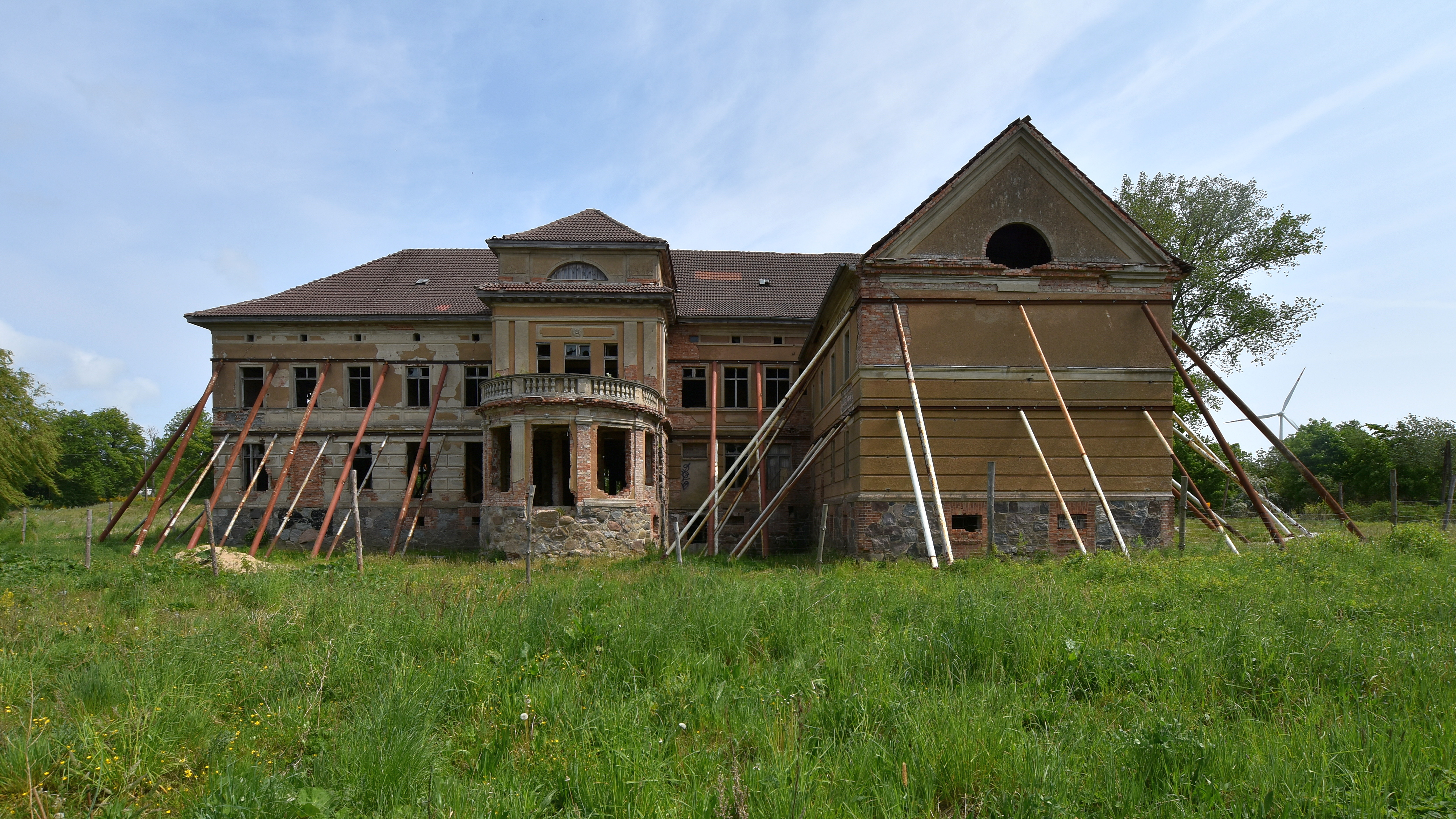
Pałac rodziny von Zimdarsen
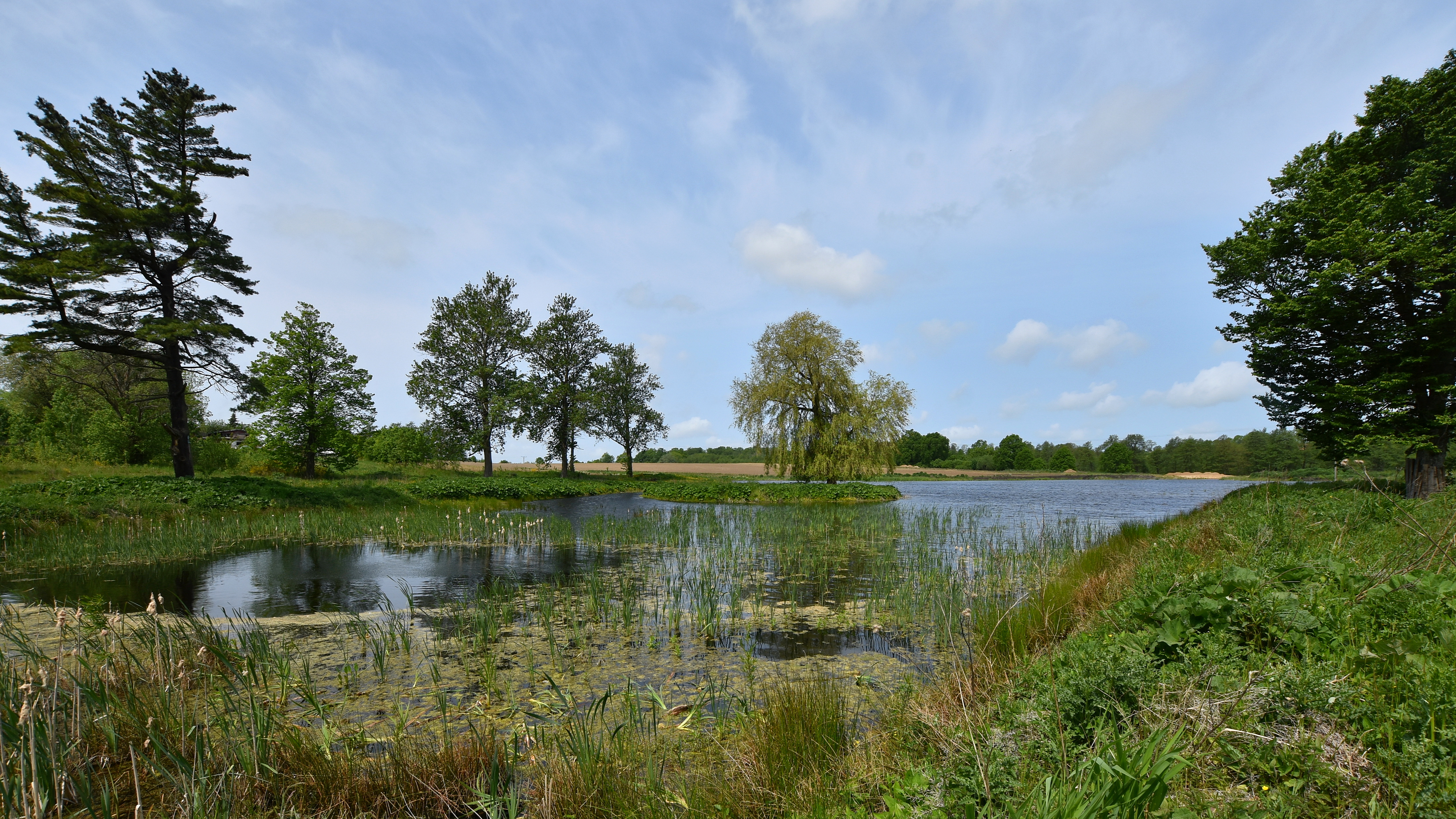
Pozostałości parku
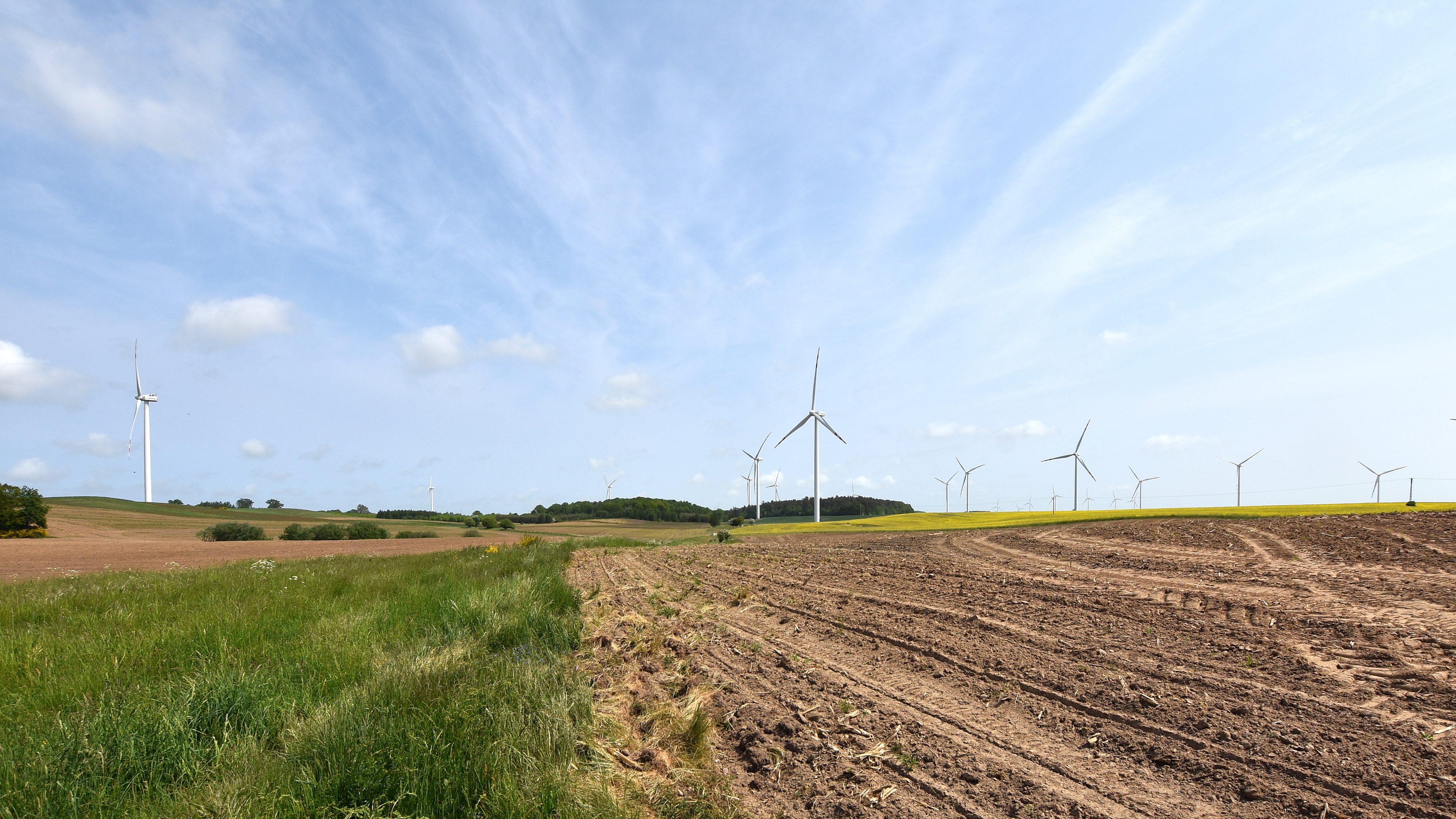
Wiatraki w Zdrzewnie